# 임실 관곡서원 소장 전적 및 고문서
임실 관곡서원 소장 전적 및 고문서(任實 館谷書院 所藏 典籍 및 古文書)는 대한민국 전북특별자치도 임실군 관곡서원에 있는 책이다. 2003년 5월 16일 전라북도의 유형문화재 제198호로 지정되었다.

## 참고 자료
- 관곡서원소장전적및고문서 - 국가유산청 국가유산포털